# Il giustiziere della notte 3
Il giustiziere della notte 3 (Death Wish 3) è un film del 1985, ultimo episodio diretto da Michael Winner nella serie del giustiziere.

## Trama
Paul Kersey torna a New York (che aveva lasciato per non essere arrestato) per incontrarsi con un vecchio amico, Charley, suo commilitone in Corea; questi viene aggredito da una gang nel suo appartamento a Belmont, quartiere degradato di New York; i vicini chiamano la polizia, ma Paul arriva poco prima e Charley muore tra le sue braccia; gli agenti accorsi lo scambiano per l'assassino e lo arrestano. Alla stazione di polizia Paul viene difeso da Kathryn Davis, avvocato difensore pubblico, ma il capo della polizia Richard Shriker, che lo ha riconosciuto, lo fa sbattere in cella; qui Paul Kersey incontra il teppista Manny Fraker, capo della banda che ha aggredito Charley; tra i due inizia una rissa, poi Manny viene rilasciato; Shriker spiega che Manny ha la fedina immacolata ed è impossibile trattenerlo o condannarlo, e intanto il crimine nel quartiere aumenta di giorno in giorno; così il poliziotto propone a Kersey un accordo; Shriker rilascerà Paul che potrà uccidere tutti i teppisti che vuole, in cambio Paul avvertirà Shriker delle attività delle bande così la polizia arresterà un po' di delinquenti e farà notizia.
Paul Kersey accetta e si trasferisce nell'appartamento di Charley, dentro un edificio abitato principalmente da anziani, tutti terrorizzati dalla banda di Manny; conosce alcuni inquilini che lo prendono in simpatia: Bennett Cross, veterano della seconda guerra mondiale e amico di Charley; i coniugi Kaprov, un'anziana coppia ebrea; i giovani coniugi Rodriguez. Paul comincia il lavoro: prepara alcune trappole nel suo appartamento e in quello di Kaprov; prende un'auto usata come esca, e quando due criminali tentano di rubarla li uccide con una Colt Cobra .38; nei giorni successivi salva per due volte la signora Rodriguez dai teppisti, guadagnandosi la gratitudine del marito.
Kathryn Davis incontra più volte Paul, che la invita a cena. Per avere più potenza di fuoco, ordina una pistola da caccia. 475 Wildey Magnum, e fabbrica le munizioni per l'arma da sé con l'assistenza di Bennett; testa l'arma contro uno scippatore che riceve un buco in pieno petto; il quartiere applaude e la polizia si prende il merito; in seguito Kersey lancia un teppista giù da un tetto; i criminali sono spaventati, mentre Manny é furioso e decide di colpire duro. Quando Maria Rodriguez viene aggredita e violentata, morendo in ospedale per le ferite subite, il marito ne resta annientato e Paul teme di essersi spinto troppo oltre, perché gli abitanti pagheranno il prezzo delle sue azioni; progetta quindi di lasciare la città, dato che il suo accordo con Shriker è stato rispettato finora. Tuttavia, mentre porta Kathryn a cena e si ferma ad un negozio lasciandola in auto, Manny e uno dei suoi colpiscono Kathryn e spingono l'auto in folle in discesa verso un incrocio, dove si scontra con un altro veicolo ed esplode; Paul non può fare niente.
Shriker decide di metterlo in cella come custodia protettiva, temendo che abbia esagerato e rischi la vita; ma nel frattempo nel quartiere la gang di Manny si scatena, aggredendo gli abitanti e distruggendo molti edifici tra cui il servizio taxi di Bennett; il vecchio va a prendere la mitragliatrice Browning M1919 che Charley gli aveva lasciato nel suo appartamento, ma il grilletto si inceppa e Bennet viene scaraventato giù dalla scala antincendio; nonostante ciò sopravvive e viene portato in ospedale, dove Shriker porta Kersey per vederlo.
Bennet confida a Kersey che c'è una seconda mitragliatrice, una MG 42, nello stesso armadio; Kersey scappa dalla finestra e torna a Belmont, dove Rodriguez gli va dietro per aiutarlo; Kersey arma la MG 42 e tira fuori un lanciarazzi M72 LAW; parte una sparatoria a cui si uniscono altre bande chiamate da Manny e gli abitanti del quartiere, stanchi dei soprusi; Belmont diventa in poco tempo una vera zona di guerra; Shriker arriva sul posto e decide che a questo punto è meglio aiutare Paul Kersey che stare a guardare.
Tra agenti e abitanti, le bande vengono via via decimate; a un certo punto Kersey termina le munizioni, e torna all'appartamento per rifornirsi, ma Manny lo sorprende lì; viene però colpito da Shriker, che riceve una ferita al braccio; Manny si rialza indenne, grazie al giubbetto antiproiettile che portava sotto gli abiti, e mira ai due; Shriker lo distrae e Kersey prende il lanciarazzi e lo polverizza; i teppisti accorrono e vedono i resti fumanti di Manny; circondati dalla folla inferociti in avvicinamento, decidono di scappare.
Mentre tutto il vicinato festeggia, Shriker spiega a Kersey che non può proprio lasciar correre dopo tutto questo; il massimo che gli concede che un po' di vantaggio; con le sirene della polizia in avvicinamento, Kersey lo ringrazia con lo sguardo e si allontana.

## Produzione
Fu scritto da Don Jacoby, già conosciuto per il film Space Vampires.

## Altri media
Dal film è tratto il videogioco Death Wish 3 del 1987.